# Merimeri Penfold
Merimeri Penfold CNZM (* als Merimeri Roberts am 26. Mai 1921 in Te Hapua, Neuseeland; † 1. April 2014) war eine neuseeländische Sprachwissenschaftlerin.
Merimeri Penfold lehrte über 30 Jahre Maorische Sprache an der University of Auckland, von der sie 1999 mit einer Ehrendoktorwürde gewürdigt wurde. Sie wurde 2001 von Elisabeth II. für ihr Engagement um die Māori-Kultur mit dem Komturkreuz des New Zealand Order of Merit ausgezeichnet.
Penfold war von 2002 bis 2007 die Human Rights Commissioner in Neuseeland. Nach ihrem Ausscheiden aus dem Amt spendete sie den Te Kāhui Tika Tangata (Robe) für das Amt.